# مركبة إطلاق الأقمار الاصطناعية المتزامنة مع الأرض
مركبة إطلاق الأقمار الصناعية المتزامنة مع الأرض (GSLV) هي فئة من أنظمة الإطلاق المستهلكة تشغلها منظمة أبحاث الفضاء الهندية. وقد استُخدمت في خمسة عشر عملية إطلاق منذ عام 2001.

## التاريخ
بدأ مشروع مركبة إطلاق الأقمار الصناعية المتزامنة مع الأرض في عام 1990 بهدف الحصول على قدرة هندية على إطلاق الأقمار الصناعية المتزامنة مع الأرض.
يستخدم صاروخ إطلاق الأقمار الاصطناعية المتزامنة مع الأرض مكونات رئيسية أثبتت كفاءتها في مركبات الإطلاق الخاصة بصاروخ الإطلاق الفضائي القطبي (PSLV)، وهي معزز الصاروخ الصلب S125/S139 ومحرك فيكاس الذي يعمل بالوقود السائل. ونظرًا لقوة الدفع اللازمة لوضع القمر الصناعي في مدار انتقالي ثابت جغرافيًا، كان من المقرر تشغيل المرحلة الثالثة بمحرك تبريد LOX / LH 2، والذي لم تكن الهند تمتلكه آنذاك أو تمتلك الخبرة التقنية اللازمة لبنائه. أُجريت أبحاث التوصيف الديناميكي الهوائي في منشأة نفق الرياح ثلاثي الموجات بطول 1.2 متر التابعة للمختبرات الوطنية للفضاء الجوي.

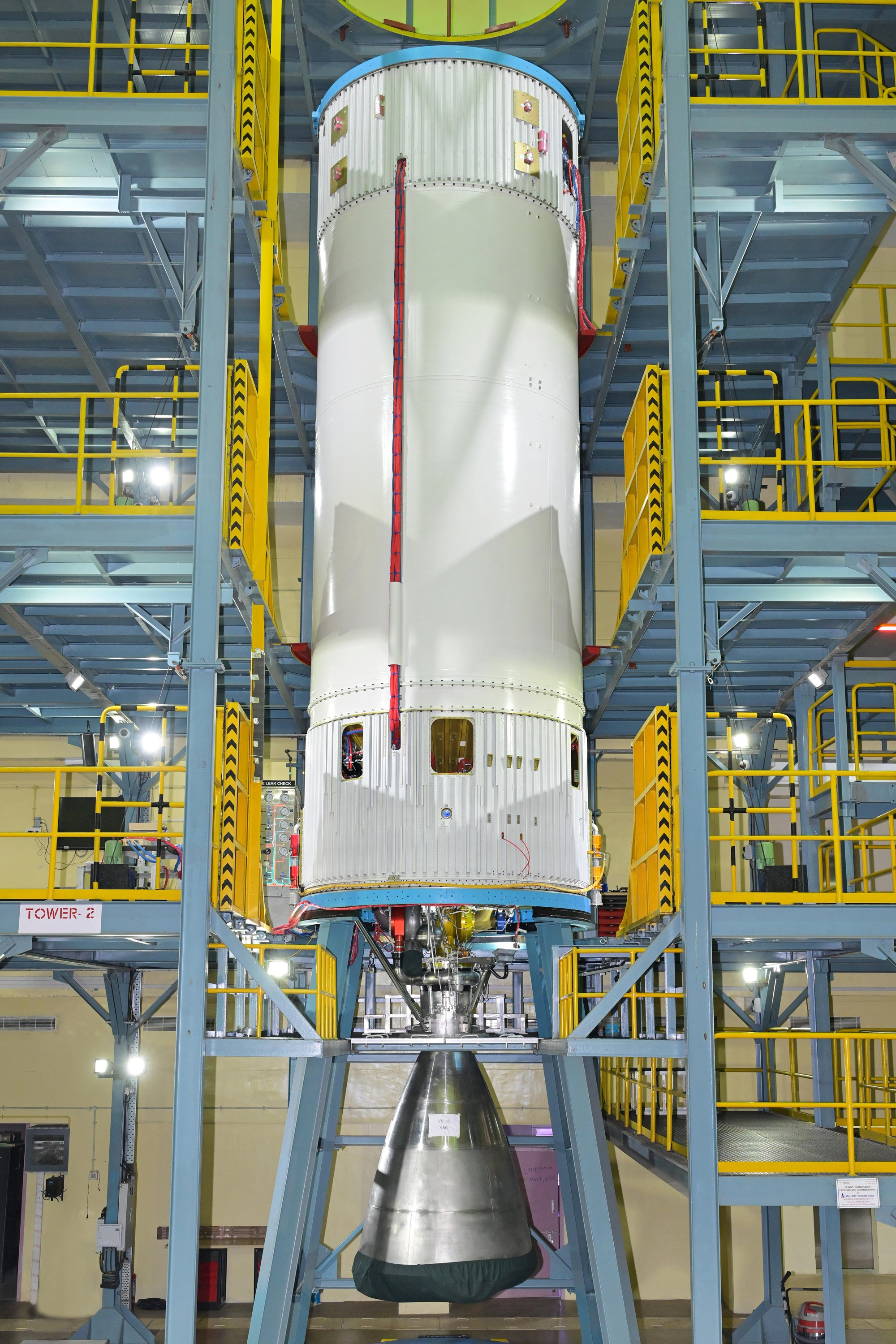
المرحلة الثانية من صاروخ الإطلاق الفضائي الأرضي (GSLV) (GS2) لرحلة صاروخ الإطلاق الفضائي الأرضي الأرضي F16

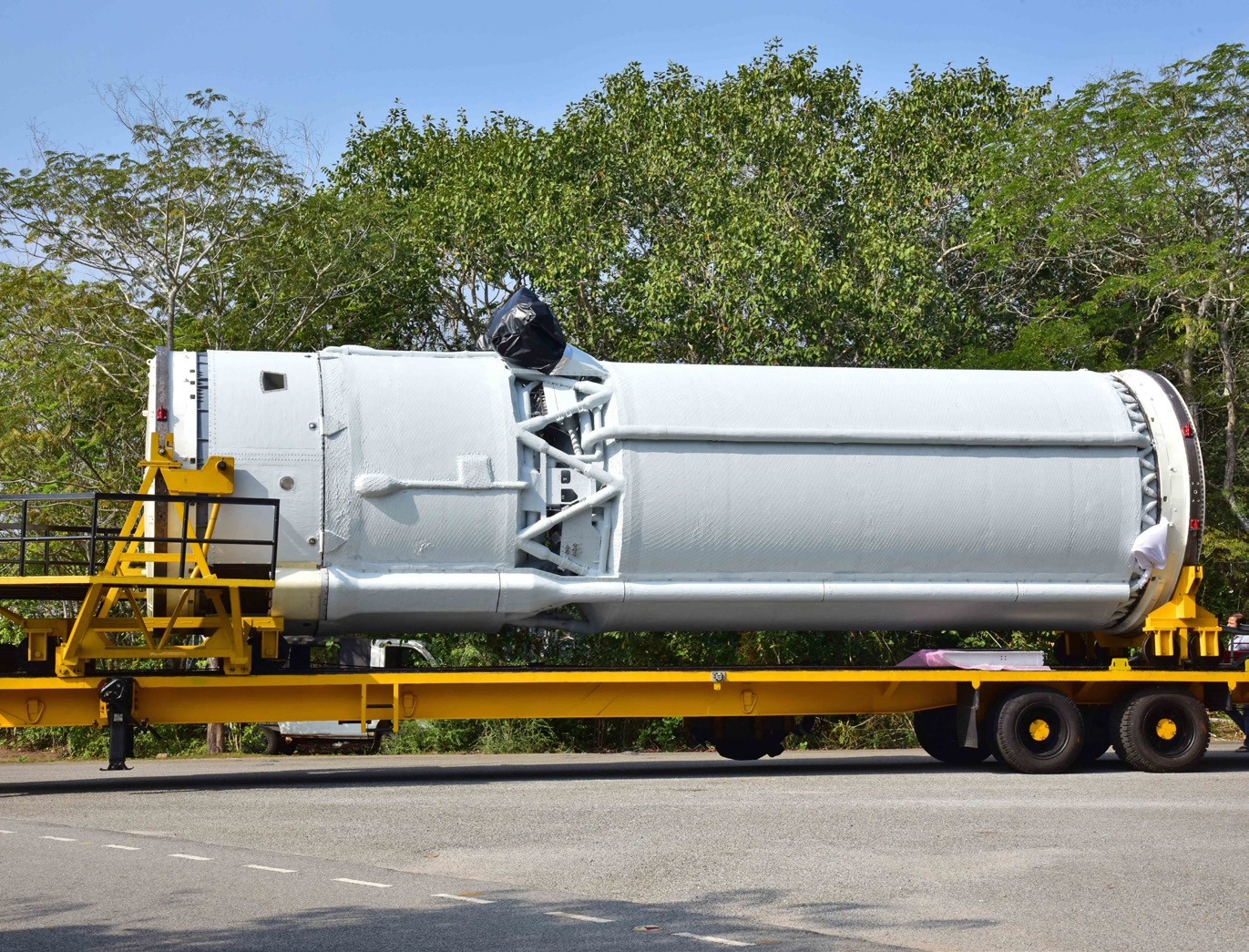
المرحلة العليا المبردة الأصلية CE-7.5 من GSLV

أُطلقت أول رحلة تطوير لصاروخ GSLV (بتكوين Mk I) في 18 أبريل 2001، لكنها باءت بالفشل، إذ لم تصل الحمولة إلى معلمات المدار المقصودة. أُعلن عن تشغيل الصاروخ بعد نجاح رحلة التطوير الثانية في إطلاق القمر الصناعي GSAT-2. خلال السنوات الأولى من الإطلاق الأول وحتى عام 2014، كان تاريخ الصاروخ متقلبًا، حيث لم يُطلق عليه سوى إطلاقين ناجحين من أصل 7، مما أدى إلى حصوله على لقب "الولد المشاغب".

### الجدل حول المحرك المبرد
كان من المقرر شراء المرحلة الثالثة من شركة جلافكوزموس الروسية، بما في ذلك نقل التكنولوجيا وتفاصيل تصميم المحرك بناءً على اتفاقية موقعة في عام 1991.  انسحبت روسيا من الصفقة بعد اعتراض الولايات المتحدة على الصفقة باعتبارها انتهاكًا لنظام مراقبة تكنولوجيا الصواريخ في مايو 1992. ونتيجة لذلك، بدأت منظمة أبحاث الفضاء الهندية مشروع المرحلة العليا المبردة في أبريل 1994 وبدأت في تطوير محركها المبرد الخاص. وُقعت اتفاقية جديدة مع روسيا لـ 7 مراحل تبريد KVD-1 ومرحلة نموذجية أرضية واحدة دون نقل التقنية، بدلًا من 5 مراحل تبريد إلى جانب التقنية والتصميم وفقًا للاتفاقية السابقة. استُخدمت هذه المحركات في الرحلات الأولية وسُميت GSLV Mk I.

## وصف المركبة
يبلغ طول الصاروخ 49 م (161 قدم) وكتلة الإقلاع 415 طن (408 طن كبير؛ 457 طن صغير) ، وهي مركبة ثلاثية المراحل، بمراحل صلبة وسائلة ومبردة على التوالي. يبلغ طول غطاء الحمولة 7.8 م (26 قدم) و3.4 م (11 قدم)بقطر يبلغ 1.5، يحمي إلكترونيات المركبة والمركبة الفضائية أثناء صعودها عبر الغلاف الجوي. يُتخلص منه عند وصول المركبة إلى ارتفاع حوالي 115 كـم (71 ميل).
تستخدم مركبة إطلاق الأقمار الاصطناعية المتزامنة مع الأرض أنظمة القياس عن بعد على النطاق S وأجهزة الإرسال والاستقبال على النطاق C لتمكين مراقبة أداء المركبة وتتبعها، وضمان سلامة المدى/الرحلة، وتحديد المدار الأولي. يوجه نظام الملاحة بالقصور الذاتي/نظام التوجيه بالقصور الذاتي المزود بحزام احتياطي، والموجود في حجرة معداته، المركبة من الانطلاق إلى دخول المركبة الفضائية. يضمن نظام الطيار الآلي الرقمي ونظام التوجيه ذو الحلقة المغلقة مناورة الارتفاع المطلوبة ودخول المركبة الفضائية إلى المدار المحدد.
يمكن لمركبة إطلاق الأقمار الاصطناعية المتزامنة مع الأرض وضع ما يقرب من 5,000 كـغ (11,000 رطل) إلى مدار أرضي منخفض شرقي أو 2,500 كـغ (5,500 رطل) (بالنسبة لإصدار Mk II) إلى مدار نقل ثابت جغرافيًا بزاوية 18 درجة.

### معززات سائلة
استخدمت أول رحلة لصاروخ GSLV، GSLV-D1، المرحلة L40. أما الرحلات اللاحقة لصاروخ GSLV، فقد استخدمت محركات عالية الضغط في معززات L40H. يستخدم صاروخ GSLV أربعة معززات سائلة L40H مشتقة من المرحلة الثانية L37.5، وهي محملة بـ 42.6 طن من الوقود فائق الاشتعال ( UDMH و N2O4). يُخزن الوقود بالترادف في خزانين مستقلين 2.1 م (6 قدم 11 بوصة) قطرها. يغذى المحرك بالمضخة ويولد 760 كـن (170,000 رطلق) من الدفع، مع وقت احتراق يبلغ 150 ثانية.